# Kynšperk nad Ohří
Kynšperk nad Ohří är en stad i Tjeckien.   Den ligger i regionen Karlovy Vary, i den västra delen av landet, 130 km väster om huvudstaden Prag. Kynšperk nad Ohří ligger 441 meter över havet och antalet invånare är 5 085.
Terrängen runt Kynšperk nad Ohří är platt åt nordväst, men åt sydost är den kuperad. Runt Kynšperk nad Ohří är det glesbefolkat, med 17 invånare per kvadratkilometer. Närmaste större samhälle är Sokolov, 10,4 km nordost om Kynšperk nad Ohří. Omgivningarna runt Kynšperk nad Ohří är en mosaik av jordbruksmark och naturlig växtlighet.